# Роберт Барани
 Роберт Барани (на унгарски: Robert Bárány, 22 април 1876 – 8 април 1936) е австро-унгарски и шведски лекар-отолог. За работата си върху физиологията и патологията на вестибуларния апарат на ухото получава през 1914 г. Нобеловата награда за физиология или медицина.

## Биография
Барани е роден във Виена, Австро-Унгария. Той е най-голямото от 6-те деца на Мария Хок (дъщеря на учен) и Игнас Барани (унгарски евреин, управител на банка и мениджър на имоти).
Посещава медицинското училище при Виенския университет, където завършва през 1900 г. Като лекар във Виена, Барани експериментира с инжектиране на течност във вътрешното ухо на пациентите си, оплакващи се от главозамайване. Пациентът усеща световъртеж и нистагъм (неволеви движения на очите), когато Барани инжектира течност, която е твърде студена. В отговор на това той затопля течността, а пациентът изпитва нистагъм в обратна посока. От този опит Барани теоретизира, че ендолимфата (течността, съдържаща се в мембранозния лабиринт на вътрешното ухо) потъва, когато е хладно, и нараства, когато е топло, като по този начин посоката на движение на потока ендолимфа предоставя проприоцептивен сигнал на вестибуларния апарат. Продължава да работи в това наблюдение със серия от експерименти, наричайки го „калорична реакция“. Изследванията, произтичащи от неговите наблюдения, правят хирургичното лечение на заболявания на вестибуларния апарат възможни. Барани прави изследвания и в други аспекти на контрола на равновесието, включително и функциите на малкия мозък.
Барани се включва в редиците на австро-унгарската армия по време на Първата световна война като цивилен хирург, но скоро е пленен от руската армия. Когато му е присъдена Нобеловата награда през 1914 г., Барани се намира в руски военнопленнически лагер. Освободен е през 1916 г. след дипломатически преговори с Русия, проведени с посредничеството на принц Карл от Швеция и Червения кръст, благодарение на което успява да присъства на церемонията по награждаването му през 1916 г.
От 1917 г. до смъртта си той е професор в Университета в Упсала. Той умира малко преди 60-ата си годишнина в Упсала, Швеция.